# Chrononyme
Un chrononyme (concept introduit par la linguiste suisse Éva Büchi en 1996) est une portion de temps à laquelle la communauté sociale attribue une cohérence, ce qui s’accompagne du besoin de la nommer.
C'est le cas, par exemple de l'expression la Renaissance (devenue un chrononyme par appropriation d'une référence temporelle stabilisée sans que l'expression évoque une périodisation), des « Années folles » pour qualifier en France les années 1920, ou de l'expression « Trente Glorieuses », pour désigner les années 1946-1975, toujours dans le même pays, forgée rétrospectivement par Jean Fourastié en 1979 et depuis largement usitée.
Ces termes font l'objet de recherches en linguistique et nourrissent désormais l'histoire et l'historiographie.
Pour les dates constituant des noms d'événements (entre autres, le 11 Septembre ou le 21 avril), les chercheurs utilisent parfois le terme spécifique d'héméronymes.

## Sémantique
« Sur le plan sémantico-référentiel, si un chrononyme au sens strict, c’est-à-dire une étiquette fonctionnant en tant que nom propre, vise son référent de façon exclusive et stable, la stabilité référentielle qui est la sienne doit être – comme pour les autres noms propres – relativisée, et cela pour deux raisons. D’une part, les limites précises de l’empan historique couvert par la dénomination sont en général controversables, comme le montre le caractère indécis d’une expression du type l’Après-guerre, voire l’Entre-deux-guerres, ainsi que la difficulté de borner dans le temps les périodes auxquelles de grands événements politiques ou culturels ont laissé leur nom (la Révolution, les Lumières). D’autre part, l’agrégat des représentations colportées par le chrononyme varie avec les imaginaires sociaux : variations partisanes et variations chronologiques ».